# Cheng Cong Fu
Dans ce nom, le nom de famille, Cheng, précède le nom personnel.
Cheng Cong Fu (chinois : 程丛夫, pinyin : Chéng Cóng Fū), né le 15 août 1984 à Pékin, Chine, est un pilote automobile chinois.

## Biographie
Cheng a débuté la compétition en 1996 par le karting. Après plusieurs titres nationaux, il part en Europe pour commencer sa carrière en automobile, dans le championnat britannique de Formule Ford. Après deux saisons dans le championnat d'Asie de Formule Renault, il revient en Europe en 2003 en étant incorporé au programme de développement de jeunes pilotes de l'écurie  de Formule 1 McLaren-Mercedes, ce qui lui vaudra d'effectuer quelques tours d'exhibition sur la McLaren MP4-17D en septembre 2004 sur le tracé de Brno. Mais sa carrière peine à décoller puisqu'il participe pendant quatre saisons au championnat britannique de Formule Renault avec une seule victoire et une troisième place au championnat 2006 comme meilleur résultat.
En 2007, il accède à la Formule 3 britannique (il termine 2e du championnat B) et participe également au championnat A1 Grand Prix dans lequel il défend les couleurs de l'équipe de Chine. En décembre 2007, sur le tracé à Zhuhai en Chine, il offre à son équipe son premier podium dans la discipline.
En 2008, en marge de sa saison en Formule 3 Euro Series, il devient le premier pilote chinois de l'histoire à participer aux 24 heures du Mans, épreuve dans laquelle il pilote une Pescarolo LMP2 du Saulnier Racing. Il termine à la 18e place du classement général, la 3e de la catégorie LMP2.
En 2010, il est intégré au Persson Motorsport pour piloter une Mercedes 2008 dans le championnat DTM.